# Nanometrología

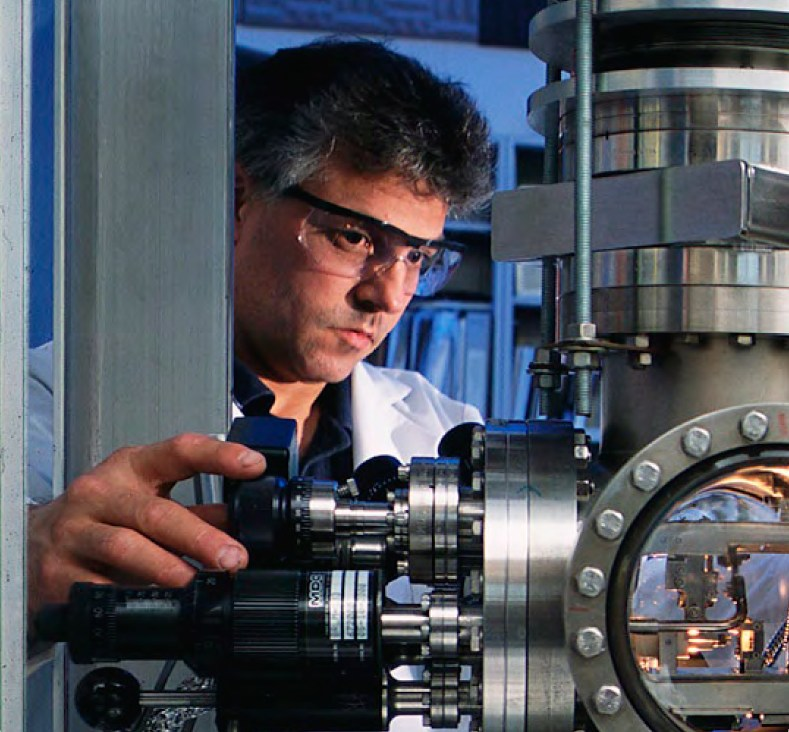
Investigación sobre nanometrología de próxima generación del NIST.

La nanometrología es un subcampo de la metrología que se ocupa de la ciencia de la medición a escala nanométrica. La nanometrología desempeña un papel crucial para producir nanomateriales y dispositivos con un alto grado de precisión y fiabilidad en la nanofabricación.
Uno de los retos en este campo es desarrollar o crear nuevas técnicas y normas de medición para satisfacer las necesidades de la fabricación avanzada de próxima generación, que se basará en materiales y tecnologías a escala nanométrica. Las necesidades de medición y caracterización de las nuevas estructuras y características de las muestras superan con creces las capacidades de la ciencia de la medición actual. Los avances previstos en las industrias nanotecnológicas emergentes de EE. UU. exigirán una metrología revolucionaria con una resolución y una precisión mayores de lo que se había previsto hasta ahora.

## Introducción
El control de las dimensiones críticas es el factor más importante en nanotecnología. Hoy en día, la nanometrología se basa en gran medida en el desarrollo de la tecnología de semiconductores. La nanometrología es la ciencia de la medición a escala nanométrica. Nanómetro o nm equivale a 10^-9 m. En Nanotecnología es importante un control preciso de las dimensiones de los objetos. Las dimensiones típicas de los nanosistemas varían entre 10 nm y unos cientos de nm, y para fabricar estos sistemas es necesario medir hasta 0,1 nm.

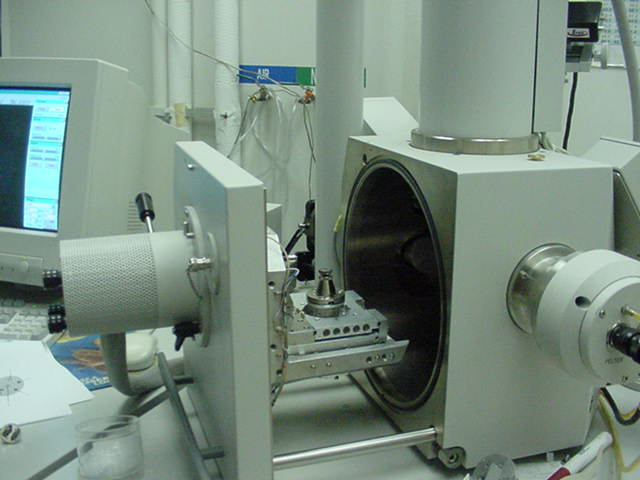
"Microscopio electrónico de barrido".

En la nanoescala, debido a sus reducidas dimensiones, pueden observarse varios fenómenos físicos nuevos. Por ejemplo, cuando el tamaño del cristal es menor que el camino libre medio del electrón, la conductividad del cristal cambia. Otro ejemplo es la discretización de las tensiones en el sistema. Resulta importante medir los parámetros físicos para aplicar estos fenómenos a la ingeniería de los nanosistemas y a su fabricación. La medición de la longitud o el tamaño, la fuerza, la masa, las propiedades eléctricas y otras se incluye en la nanometrología. El problema es cómo medirlas con fiabilidad y precisión. Las técnicas de medición empleadas en macrosistemas no pueden utilizarse directamente para medir parámetros en nanosistemas. Se han desarrollado varias técnicas basadas en fenómenos físicos que pueden utilizarse para medir o determinar los parámetros de nanoestructuras y nanomateriales. Algunas de las más populares son la difracción de rayos X, la microscopía electrónica de transmisión, la microscopía electrónica de transmisión de alta resolución, la microscopía de fuerza atómica, la microscopía electrónica de barrido, la microscopía electrónica de barrido de emisión de campo y el método Brunauer, Emmett, Teller para determinar la superficie específica.
La nanotecnología es un campo importante debido al gran número de aplicaciones que tiene y se ha hecho necesario desarrollar técnicas de medición más precisas y normas aceptadas a nivel mundial. De ahí que sea necesario avanzar en el campo de la nanometrología.

## Necesidades de desarrollo
La nanotecnología puede dividirse en dos ramas. La primera es la nanotecnología molecular, que implica la fabricación ascendente, y la segunda es la nanotecnología de ingeniería, que implica el desarrollo y procesamiento de materiales y sistemas a nanoescala. Las herramientas y técnicas de medición y fabricación necesarias para ambas ramas son ligeramente diferentes.
Además, los requisitos de la nanometrología son diferentes para la industria y las instituciones de investigación. La nanometrología de la investigación ha progresado más rápidamente que la de la industria, principalmente porque la aplicación de la nanometrología a la industria es difícil. En la nanometrología orientada a la investigación, la resolución es importante, mientras que en la nanometrología industrial la precisión prima sobre la resolución. Además, por razones económicas, en la nanometrología industrial es importante que los costes de tiempo sean bajos, mientras que en la nanometrología de investigación no lo es. Las diversas técnicas de medición disponibles en la actualidad requieren un entorno controlado, como el vacío, sin vibraciones ni ruidos. Además, en nanometrología industrial se requiere que las mediciones sean más cuantitativas con un número mínimo de parámetros.

## Normas

### Patrones internacionales
Los patrones metrológicos son objetos o ideas que se designan como autorizados por alguna razón aceptada. Cualquiera que sea el valor que posean, sirven para compararlos con incógnitas con el fin de establecer o confirmar un valor asignado basado en el patrón. La ejecución de comparaciones de mediciones con el fin de establecer la relación entre un patrón y algún otro dispositivo de medición es la calibración. El patrón ideal es reproducible de forma independiente y sin incertidumbre. Hasta hace poco, casi no existían normas establecidas aceptadas internacionalmente para el campo relacionado con la nanotecnología. El Comité Técnico de Nanotecnología TC-229 de la Organización Internacional de Normalización ha publicado recientemente algunas normas sobre terminología, caracterización de nanomateriales y nanopartículas mediante herramientas de medición como AFM, SEM, interferómetros, herramientas optoacústicas, métodos de adsorción de gases, etc. La Comisión Electrotécnica Internacional ha publicado algunas normas para la normalización de las mediciones de las propiedades eléctricas. 
Algunas normas importantes que aún no se han establecido son las normas para medir el grosor de las películas o capas finas, la caracterización de las características superficiales, las normas para la medición de la fuerza a nanoescala, las normas para la caracterización de las dimensiones críticas de las nanopartículas y las nanoestructuras y también las normas para la medición de propiedades físicas como la conductividad, la elasticidad, etc.

### Normas nacionales
Dada la importancia de la nanotecnología en el futuro, países de todo el mundo cuentan con programas para establecer normas nacionales sobre nanometrología y nanotecnología. Estos programas corren a cargo de los organismos nacionales de normalización de los respectivos países. En Estados Unidos, el Instituto Nacional de Normas y Tecnología ha trabajado en el desarrollo de nuevas técnicas de medición a nanoescala y también ha establecido algunas normas nacionales para nanotecnología. Estas normas se refieren a la caracterización de nanopartículas, la caracterización de la rugosidad, el patrón de aumento, los patrones de calibración, etc.

### Calibración
Es difícil proporcionar muestras con las que calibrar instrumentos de precisión a nanoescala. Los patrones de referencia o calibración son importantes para garantizar la repetibilidad. Pero no existen normas internacionales para la calibración y los artefactos de calibración proporcionados por la empresa junto con sus equipos sólo sirven para calibrar ese equipo concreto. Por lo tanto, es difícil seleccionar un artefacto de calibración universal con el que podamos lograr la repetibilidad a nanoescala. En la nanoescala, al calibrar hay que tener en cuenta la influencia de factores externos como la vibración, el ruido, los movimientos causados por la deriva térmica y la fluencia, el comportamiento no lineal y la histéresis del piezoscaner, y factores internos como la interacción entre el artefacto y el equipo, que pueden causar desviaciones significativas.

## Técnicas de medición

Diagrama de bloques de un microscopio de fuerza atómica.

En los últimos 70 años se han desarrollado diversas técnicas de medición a nanoescala. La mayoría de ellas se basan en algunos fenómenos físicos observados en las interacciones o fuerzas de las partículas a nanoescala. Algunas de las técnicas más utilizadas son la microscopía de fuerza atómica, la difracción de rayos X, la microscopía electrónica de barrido, la microscopía electrónica de transmisión, la microscopía electrónica de transmisión de alta resolución y la microscopía electrónica de barrido de emisión de campo.
La microscopía de fuerza atómica (MFA) es una de las técnicas de medición más comunes. Puede utilizarse para medir la topología, el tamaño de grano, las características de fricción y diferentes fuerzas. Consiste en un voladizo de silicio con una punta afilada con un radio de curvatura de unos pocos nanómetros. La punta se utiliza como sonda en la muestra que se desea medir. Las fuerzas que actúan a nivel atómico entre la punta y la superficie de la muestra hacen que la punta se desvíe y esta desviación se detecta mediante un punto láser que se refleja en una matriz de fotodiodos.

Esquema de un microscopio de barrido en túnel.

La microscopía de barrido en túnel (MBT) es otro instrumento de uso habitual. Se utiliza para medir la topología tridimensional de la muestra. El MBT se basa en el concepto de tunelización cuántica. Cuando una punta conductora se acerca mucho a la superficie que se va a examinar, una polarización (diferencia de tensión) aplicada entre ambas puede permitir que los electrones atraviesen el vacío que hay entre ellas. Las mediciones se realizan controlando la corriente a medida que la punta recorre la superficie, lo que permite visualizar una imagen.
Otro instrumento de uso común es el microscopio electrónico de barrido (MEB) que, además de medir la forma y el tamaño de las partículas y la topografía de la superficie, puede utilizarse para determinar la composición de elementos y compuestos de la muestra. En el MEB, la superficie de la muestra se explora con un haz de electrones de alta energía. Los electrones del haz interactúan con los átomos de la muestra y las interacciones se detectan mediante detectores. Las interacciones producidas son retrodispersión de electrones, transmisión de electrones, electrones secundarios, etc. Para eliminar los electrones de alto ángulo se utilizan lentes magnéticas.
Los instrumentos mencionados producen imágenes realistas de la superficie y son excelentes herramientas de medición para la investigación. Las aplicaciones industriales de la nanotecnología exigen que las mediciones que se realicen sean más cuantitativas. La nanometrología industrial exige una mayor precisión que resolución en comparación con la nanometrología de investigación.

### Nano máquina de medición de coordenadas
Una máquina de medición de coordenadas (MMC) que trabaje a nanoescala tendría un bastidor más pequeño que las MMC utilizadas para objetos a macroescala. Esto es así porque puede proporcionar la rigidez y estabilidad necesarias para alcanzar incertidumbres a nanoescala en las direcciones "x","y" y "z". Las sondas de una máquina de este tipo tienen que ser pequeñas para permitir la medición tridimensional de características nanométricas desde los lados y desde el interior, como los nanoagujeros. También es necesario utilizar interferómetros láser para aumentar la precisión. El NIST ha desarrollado un instrumento de medición de superficies denominado Máquina de Medición Molecular. Este instrumento es básicamente un MBT. Los ejes X e Y se leen mediante interferómetros láser. Las moléculas de la superficie se pueden identificar individualmente y, al mismo tiempo, se puede determinar la distancia entre dos moléculas cualesquiera. Para medir con resolución molecular, los tiempos de medición llegan a ser muy grandes incluso para una superficie muy pequeña. La máquina de Ilmenau es otra máquina de nanometría desarrollada por investigadores de la Universidad Tecnológica de Ilmenau.

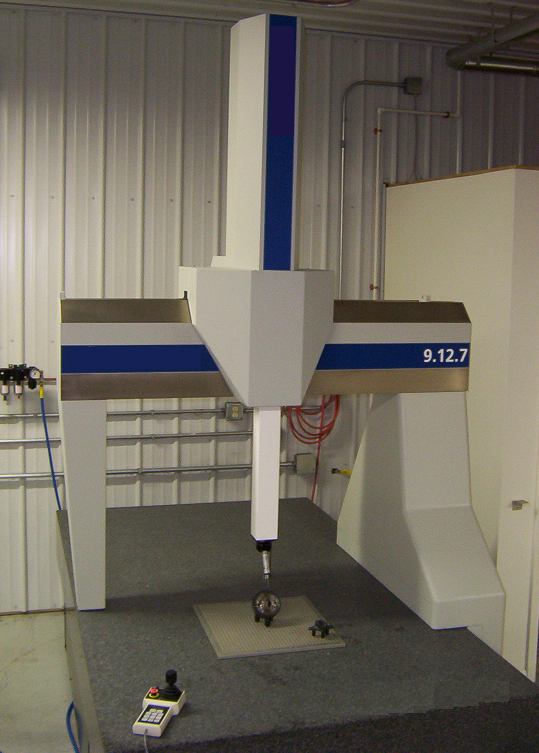
Metrología dimensional mediante MMC.

Los componentes de una nano MMC incluyen nanosondas, hardware de control, plataforma de nanoposicionamiento 3D e instrumentos de alta resolución y precisión para la medición lineal y angular.

### Lista de algunas de las técnicas de medición
| Tipo                                                  | Descripción |
| ----------------------------------------------------- | --- |
| Microscopía de fuerza atómica                         | Se utiliza una sonda mecánica precisa para analizar las irregularidades de la superficie.                                         |
| Difracción de rayos X                                 | Una estructura cristalina hace que los rayos X diverjan, utilizando el ángulo de estas difracciones, se pueden determinar medidas |
| Espectroscopia de absorción de rayos X                | Los electrones del núcleo se excitan con rayos X y se miden sus transiciones.                                                     |
| Dispersión de rayos X en ángulo pequeño               | |
| Microscopía de barrido en túnel                       | |
| Microscopía electrónica de transmisión                | Una técnica eficaz para analizar las muestras biológicas.                                                                         |
| Espectroscopia de capacitancia                        | |
| Espectroscopia de polarización                        | |
| Espectroscopia de electrones Auger                    | |
| Espectroscopia Raman                                  | |
| Dispersión de neutrones en ángulo pequeño             | |
| Microscopio electrónico de barrido                    | |
| Voltamperometría cíclica                              | |
| Voltamperometría de barrido lineal                    | |
| Resonancia magnética nuclear                          | |
| Espectroscopia Mössbauer                              | |
| Espectroscopia infrarroja por transformada de Fourier | |
| Espectroscopia de fotoluminiscencia                   | |
| Espectroscopia de electroluminiscencia                | |
| Calorimetría diferencial de barrido                   | |
| Espectrometría de masas de iones secundarios          | |
| Espectroscopia de catodoluminiscencia                 | |
| Espectroscopia de pérdida de energía de electrones    | |
| Espectroscopia de dispersión de energía de rayos X    | |
| Sonda de cuatro puntos y técnica I-V                  | |
| Espectroscopia de fotoelectrones de rayos X           | |
| Microscopía óptica de barrido de campo cercano        | |
| Espectroscopia de molécula única                      | |
| Difracción de neutrones                               | |
| Microscopía de interferencia                          | |
| Interferometría láser                                 | Interferometría de Michelson |

## Trazabilidad
En metrología a macroescala, conseguir la trazabilidad es bastante fácil y se utilizan artefactos como escalas, interferómetros láser, calibres de paso y bordes rectos. A nanoescala, una superficie cristalina de grafito pirolítico altamente orientado (GPAO), mica o silicio se considera adecuada como artefacto de calibración para lograr la trazabilidad, pero no siempre es posible garantizar la trazabilidad. Como lo que es una regla a nanoescala e incluso si se toma el mismo estándar que para la macroescala, no hay forma de calibrarla con precisión a nanoescala. Esto se debe a que no siempre se dispone de las normas de referencia aceptadas a nivel nacional o internacional. Tampoco se han desarrollado los equipos de medición necesarios para garantizar la trazabilidad. Los patrones utilizados generalmente para la trazabilidad son una miniaturización de los patrones tradicionales de metrología, por lo que es necesario establecer patrones a nanoescala. También es necesario establecer algún tipo de modelo de estimación de la incertidumbre. La trazabilidad es uno de los requisitos fundamentales para la fabricación y ensamblaje de productos cuando existen múltiples productores. 

## Tolerancia

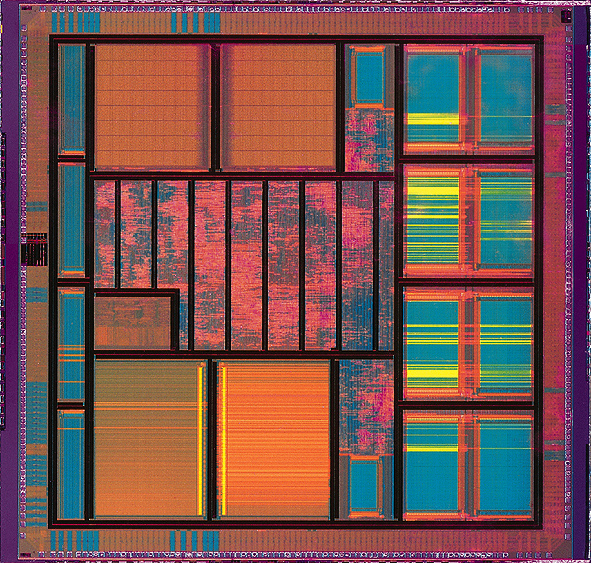
Un "circuito integrado" fabricado mediante la técnica de integración monolítica.

La tolerancia es el límite o límites permisibles de variación en dimensiones, propiedades o condiciones sin afectar significativamente al funcionamiento de un equipo o un proceso. Las tolerancias se especifican para permitir un margen razonable de imperfecciones y variabilidad inherente sin comprometer el rendimiento. En nanotecnología, los sistemas tienen dimensiones del orden de los nanómetros. Definir las tolerancias a escala nanométrica con normas de calibración adecuadas para la trazabilidad es difícil para los distintos métodos de nanofabricación. Existen varias técnicas de integración desarrolladas en la industria de los semiconductores que se utilizan en la nanofabricación.

### Técnicas de integración
- En la heterointegración se realiza la fabricación directa de nanosistemas a partir de sustratos compuestos. Se requieren tolerancias geométricas para lograr la funcionalidad del ensamblaje.
- En la integración híbrida, los nanocomponentes se colocan o ensamblan en un sustrato para fabricar nanosistemas funcionales. En esta técnica, el parámetro de control más importante es la precisión posicional de los componentes sobre el sustrato.
- En la integración monolítica, todos los pasos del proceso de fabricación se integran en un único sustrato, por lo que no es necesario acoplar los componentes ni ensamblarlos. La ventaja de esta técnica es que las mediciones geométricas dejan de ser primordiales para lograr la funcionalidad del nanosistema o el control del proceso de fabricación.

## Clasificación de las nanoestructuras
Hay una gran variedad de nanoestructuras, como nanocompuestos, nanohilos, nanopolvos, nanotubos, nanofibras de fullerenos, nanocajas, nanocristalitos, nanagujas, nanoespumas, nanomallas, nanopartículas, nanopilares, películas finas, nanorods, nanotejidos, quantumdots, etc. La forma más común de clasificar las nanoestructuras es por sus dimensiones.

### Clasificación dimensional

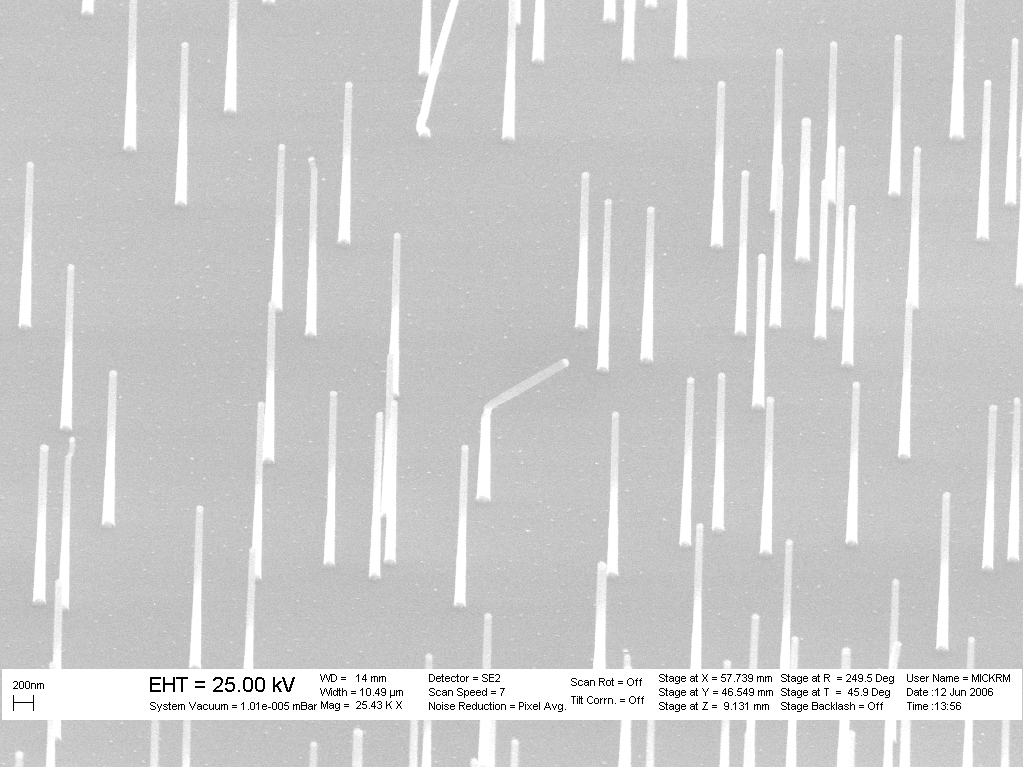
Nanohilo visto con un SEM

| Dimensiones            | Criterios                                                               | Ejemplos                                    |
| ---------------------- | ----------------------------------------------------------------------- | ------------------------------------------- |
| Cero dimensiones (0-D) | La nanoestructura tiene todas las dimensiones en el rango nanométrico.  | Nanopartículas, puntos cuánticos, nanodots  |
| Unidimensional (1-D)   | Una dimensión de la nanoestructura está fuera del rango nanométrico.    | Nanocables, nanorods, nanotubos.            |
| Dos dimensiones (2-D)  | Dos dimensiones de la nanoestructura están fuera del rango nanométrico. | Recubrimientos, multicapas de película fina |
| Tridimensional (3-D)   | Tres dimensiones de la nanoestructura fuera del rango nanométrico.      | A granel                                    |

### Clasificación de la estructura de grano
Las nanoestructuras pueden clasificarse en función de la estructura y el tamaño del grano que las compone. Esto es aplicable en el caso de las nanoestructuras bidimensionales y tridimensionales.
uperficie ==
Para determinar la superficie específica de los nanopolvos se suele utilizar el método B.E.T.. Se mide la caída de presión del nitrógeno en un recipiente cerrado debido a la adsorción de las moléculas de nitrógeno en la superficie del material introducido en el recipiente. Además, se supone que la forma de las partículas de nanopolvo es esférica.
D = 6/(ρ*A)
Donde "D" es el diámetro efectivo, "ρ" es la densidad y "A" es la superficie hallada a partir del método B.E.T.